# Diapason

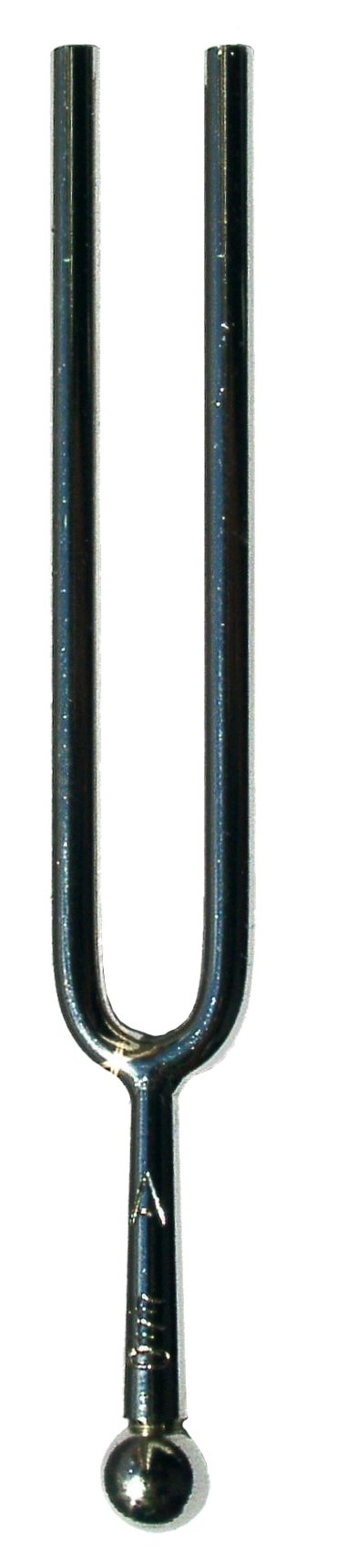
Diapason

Il termine diapason in musica ha diversi significati, ma comunemente indica uno strumento acustico per generare una nota standard sulla quale si accordano gli strumenti musicali. Il diapason viene anche utilizzato nella semeiotica della medicina, in particolare è uno strumento fondamentale del neurologo usato durante l'esame obiettivo per valutare la sensibilità vibratoria del paziente. I suoni ad altezza determinata, si distinguono in acuti e gravi. Percepiamo i suoni acuti come tendenti verso l’alto e i suoni gravi come tendenti verso il basso.

## Caratteristiche del diapason
Se ne conoscono di vari tipi. Il più antico, e anche il più noto, consiste in una forcella di acciaio che quando viene percossa produce un suono molto puro, privo di frequenze armoniche. Questo suono può essere anche amplificato se la base della forcella viene collocata su una superficie che funga da cassa armonica: ad esempio può essere messo a contatto con la cassa di risonanza in legno di un altro strumento, quale un violino o una chitarra. La sua invenzione può essere ascritta al musicista John Shore nel 1711.
La frequenza alla quale il diapason oscilla dipende dalle proprietà elastiche del materiale di cui è costituito, dalla lunghezza e dalla distanza fra i rami della forcella: è possibile reperire in commercio diapason tarati per emettere note diverse. Il più comune è il diapason in La, che oscilla a una frequenza di 440 hertz, corrispondente al La della quarta ottava del pianoforte, ed è utilizzato per accordare gli strumenti.
Tra i tipi più recenti di diapason sono quelli in cui il La è prodotto elettronicamente e quello detto corista, simile a un particolare fischietto e costituito da un'ancia battente inserita in una breve canna, nella quale si soffia. Questo diapason deve il suo nome di "corista", perché largamente utilizzato dai direttori di coro per ricavare le note di partenza da fornire alle diverse sezioni nelle esecuzioni senza accompagnamento strumentale (dette "a secco" o "a cappella").
Piccoli diapason sono stati usati come generatori di frequenza standard in alcuni orologi, per esempio il Bulova Accutron. Particolari oscillatori a diapason sono utilizzati per la generazione di frequenze fisse in alcuni sistemi di sicurezza per la circolazione dei treni sulla rete ferroviaria italiana. In medicina il diapason è usato per trasmettere le vibrazioni per via ossea ed effettuare in questo modo diversi esami acustici: la prova di Rinne, la prova di Weber, la prova di Schwabach, la prova di Bonnier, la prova di Gellé e la prova di Bing.

### La frequenza
La frequenza dell'attuale La sopra il Do centrale è fissata a 440 Hz, anche se sono molto diffuse altre frequenze, come ad esempio 442 Hz e 443 Hz. Si usa però abbassare il diapason a 392 o 415 Hz per eseguire la musica barocca e a 430 Hz per eseguire la musica del classicismo.
Fino al XIX secolo non ci fu nessuno sforzo coordinato per determinare uno standard in campo musicale e l'intonazione variava ampiamente in tutta Europa. Non essendoci un riferimento comune, le altezze non solo variavano da luogo a luogo, ma c'erano grosse differenze anche all'interno della stessa città. Ad esempio l'intonazione di un organo di una cattedrale inglese nel XVII secolo avrebbe potuto essere fino a cinque semitoni inferiore a quella utilizzata per uno strumento a tastiera da camera nella stessa città.
Nella sola Europa, dal Rinascimento al XVIII secolo si ebbero differenti valori di frequenza per il La: tono romano (328 Hz), tono francese (392 Hz), Kammerton (da 400 a 419 Hz), tono veneziano (430-460 Hz), Chorton (465 Hz), Kirchenton (da 470 a 490 Hz), Cornetton (490 Hz e più). Successivamente, tono pianistico del XIX secolo (432 Hz). Il corista più basso della storia si attribuisce ad alcuni virginali del tardo XVI secolo, con il La a 322 Hz, mentre il più alto in assoluto è quello dell'organo Stertzing della chiesa di san Pietro a Erfurt, del 1702, con il La a 519 Hz. 
A ogni modo bisogna osservare che le frequenze qui riportate si basano su misurazioni moderne e che questi dati non erano noti ai musicisti dell'epoca. Nonostante il filosofo-matematico francese Marin Mersenne avesse tentato uno studio delle frequenze sonore già nel XVII secolo, tali misurazioni non divennero scientificamente accurate fino al XIX secolo, a cominciare dal lavoro del fisico tedesco Johann Scheibler nel 1830. In seguito il matematico e musicologo Alexander Ellis, nel 1880, catalogò l'accordatura dei diapason in varie città europee. Nella Roma del Cinquecento e Seicento era l'organo a dare il La, utilizzando quello della sua terza ottava (La3). In quell'epoca ogni chiesa aveva quindi il suo, che era generalmente di 400 Hz ma scendeva anche a 390 Hz. 
Nel 1859 il valore di riferimento dei concerti sinfonici era 448,8 Hz. Nello stesso anno a Parigi una commissione, composta da noti musicisti (Berlioz, Rossini, ecc.), stabilisce con decreto imperiale la normalizzazione del diapason.
| Luogo                        | Anno | Frequenza (Hz) |
| ---------------------------- | ---- | -------------- |
| Berlino (concerti)           | 1721 | 421,4655       |
| Berlino (concerti)           | 1859 | 451,8          |
| Bologna (concerti)           | 1869 | 443,1          |
| Bruxelles (teatro lirico)    | 1859 | 442,5          |
| Firenze (opera)              | 1845 | 444,9          |
| Liegi (concerti)             | 1859 | 448,0          |
| Londra (opera)               | 1857 | 456,1          |
| Londra (opera)               | 1880 | 435,4          |
| Londra (concerti)            | 1826 | 423,3          |
| Londra (concerti)            | 1877 | 455,1          |
| Madrid (opera)               | 1858 | 444,5          |
| Milano (Teatro alla Scala)   | 1857 | 451,7          |
| Milano                       | 1849 | 446,6          |
| Napoli (Teatro di San Carlo) | 1857 | 444,9          |
| Vienna (opera)               | 1823 | 433,9          |
| Vienna (opera)               | 1862 | 466,0          |

Mentre nel 1859 il governo francese uniformava l'intonazione degli strumenti a 435 Hz, in Italia Giuseppe Verdi, insieme ad altri musicisti italiani, progettava di stabilire come misura standard i 432 Hz.  Giuseppe Verdi era contrario alla generale tendenza di innalzare l'intonazione e sostenne l'uso del La a 435 Hz per l'esecuzione del suo Requiem
. Dopo la proposta ufficiale fatta nel 1881, il governo italiano emise un decreto per la normalizzazione del diapason a 432 vibrazioni per secondo, nel 1884. 
Il problema della normalizzazione fu posto seriamente a Vienna nel 1885 da un Congresso internazionale, quando si discusse la possibilità di seguire l'esempio francese del 1859 per adottare un diapason europeo. Il Congresso confermò la frequenza del diapason a 435 Hz. 
Prima di venir stabilita nell'attuale misura dal Congresso di Londra del 1939, la frequenza del diapason ebbe quindi notevoli variazioni da nazione a nazione e anche da un genere di musica all'altro (musica di chiesa, di teatro, sinfonica). Storicamente, infatti, si ebbero differenti valori di frequenza per il La e numerosi sono stati i sistemi di accordatura musicale ("temperamenti") utilizzati per fissare la frequenza dell'altezza delle note in una scala.
Solo nel 1953, su iniziativa dell'ISO, a Londra, la frequenza passò, non senza ostacoli, all'attuale 440 Hz.

C'è voluto più di un secolo per normalizzare l'accordatura a 440 Hz con la risoluzione europea numero 71 del 30 giugno 1971.
La frequenza della nota di riferimento per l'accordatura degli strumenti musicali, in Italia, è stabilita dalla legge 3 maggio 1989, n. 170, pubblicata sulla Gazzetta Ufficiale n. 109 del 12/05/1989: "Normalizzazione dell'intonazione di base degli strumenti musicali", che all'art. 1 recita:
"Il suono di riferimento per l'intonazione di base degli strumenti musicali è la nota La3, la cui altezza deve corrispondere alla frequenza di 440 hertz (Hz), misurata alla temperatura ambiente di 20 gradi centigradi".
Teorie pseudoscientifiche sono in disaccordo con questa convenzione e sostengono una presunta superiorità dell'accordatura a 432 Hz, ritenuta frequenza "naturale" associata a presunte proprietà paranormali, chiamata accordatura aurea (pur non avendo alcuna relazione con la sezione aurea). Il La a 432 Hz corrisponde al rapporto 27/16 in scala pitagorica e deriva da un Do a 256 Hz, Do centrale dell'intonazione scientifica, da cui peraltro derivano molti diversi La, a seconda della scala e del sistema di intervallo selezionato.

## Altri significati

### Nell'antica teoria musicale greca
I greci utilizzavano il termine "diapason" per indicare quella che oggi è detta ottava, ovvero l'intervallo compreso tra una nota e un'altra di frequenza doppia. L'etimologia del termine infatti deriva dal greco διὰ πασῶν ("dià pasôn") col significato di attraverso tutte (le note).
Da questo originale significato deriva l'uso che si fa del termine in liuteria per indicare la metà della distanza tra il capotasto e il ponte. La corda toccata in questo punto produce infatti un suono armonico un'ottava sopra la corda suonata a vuoto. Negli strumenti a tastiera divisa da tasti, come la chitarra e il mandolino, al fine che l'intonazione sia precisa, il dodicesimo tasto deve praticamente coincidere col suddetto suono armonico. Anche la nota prodotta al dodicesimo tasto è un'ottava sopra la corda a vuoto. Al dodicesimo tasto, perciò, l'armonico e la nota tastata sono omofoni.
Nella liuteria attuale, acustica o elettrica, così come nel gergo chitarristico, il termine diapason designa l'intera lunghezza della corda vibrante, cioè la distanza dal capotasto all'osso del ponte. Talvolta, nella costruzione degli strumenti ad arco, è anche usato per indicare la distanza tra il bordo superiore dello strumento e il punto dove sistemare il ponticello, che corrisponde, negli strumenti ad arco di fattura moderna, approssimativamente ai 3/5 della lunghezza vibrante.

### Registro d'organo
Il diapason è anche un registro dell'organo. È, sostanzialmente, un principale di taglio molto largo e dal suono forte, profondo e pronto. È il registro fondamentale degli organi inglesi.